# Батофилы
Батофилы (лат. Bathophilus, от др.-греч. βάθο- +φίλος «любитель глубины») — род небольших (около 15 см в длину) морских глубоководных пелагических рыб из семейства стомиевых (Stomiidae), не имеющих чешуи.
Живут на глубине 200 и более метров, встречаются сравнительно редко. Кормятся беспозвоночными планктонными животными, мелкими ракообразными и рыбой, сами служат пищей для более крупных рыб (тунцов, марлинов и т. п.). На отолитах имеются годичные кольца, позволяющие определить возраст рыбы (живут батофилы в среднем до 8 лет).

## Виды
Род состоит из 16 видов:
- Bathophilus abarbatus Barnett & Gibbs, 1968
- Bathophilus altipinnis Beebe, 1933
- Bathophilus ater (Brauer, 1902)
- Bathophilus brevis Regan & Trewavas, 1930
- Bathophilus digitatus (Welsh, 1923)
- Bathophilus filifer (Garman, 1899)
- Bathophilus flemingi Aron & McCrery, 1958
- Bathophilus indicus (Brauer, 1902)
- Bathophilus irregularis Norman, 1930
- Bathophilus kingi Barnett & Gibbs, 1968
- Bathophilus longipinnis (Pappenheim, 1912)
- Bathophilus nigerrimus Giglioli, 1882
- Bathophilus pawneei Parr, 1927
- Bathophilus proximus Regan & Trewavas, 1930
- Bathophilus schizochirus Regan & Trewavas, 1930
- Bathophilus vaillanti (Zugmayer, 1911) — батофил Вайлланта